# Francesc Baltasar i Albesa
Francesc Baltasar i Albesa (Barcelona, 4 de desembre de 1949) és un polític i periodista català. Fou Conseller de Medi Ambient i Habitatge de la Generalitat de Catalunya entre els anys 2006 i 2010. Anteriorment fou alcalde de Sant Feliu de Llobregat entre els any 1979 i 2000.

## Inicis
Francesc Baltasar va ingressar al clandestí Partit Socialista Unificat de Catalunya (PSUC) el 1970, partit del que va ser secretari general a la comarca del Baix Llobregat entre 1974 i 1979. Paral·lelament va treballar de periodista al Grupo Mundo fins al 1979 en què, amb 29 anys, va ser escollit alcalde de Sant Feliu de Llobregat, en les primeres eleccions municipals després de la dictadura franquista.

## Política municipal
Baltasar va ser successivament reelegit en el càrrec fins a l'any 2000 en què va deixar l'alcaldia. Al llarg d'aquests anys també va assumir diverses responsabilitats en diferents administracions supramunicipals com la Diputació de Barcelona (de la que en va ser vicepresident primer entre 1987 i 1989), el Consell Comarcal del Baix Llobregat, l'Àrea Metropolitana de Barcelona, la Federació de Municipis de Catalunya o la Federació Espanyola de Municipis i Províncies. També fou elegit diputat a les eleccions generals espanyoles de 1989 per Iniciativa per Catalunya.

## Salt a l'empresa privada
Entre els anys 2000 i 2003 va ser directiu d'STE Consulting (Grup Altran), una empresa de consultoria tecnològica i estratègica. El desembre d'aquell any, amb l'entrada d'Iniciativa per Catalunya Verds, al primer Govern tripartit de la Generalitat, Baltasar va ser nomenat secretari general del departament de Relacions Institucionals i Participació que va dirigir Joan Saura.

## Retorn a la política catalana
El 20 d'abril de 2006 el president de la Generalitat Pasqual Maragall va remodelar àmpliament el govern i Francesc Baltasar va ser nomenat Conseller de Medi Ambient i Habitatge, en substitució del també ecosocialista Salvador Milà.
Al llarg de la seva trajectòria, Baltasar ha participat com a columnista, col·laborador i tertulià en diversos mitjans de comunicació catalans i estatals. Especialment recordada és la seua participació com a tertulià en el programa La Barberia, de TVE a Sant Cugat, una tertúlia futbolística dirigida pel periodista Pitu Abril.

## Abandonament de la política
En el 2011, una vegada ja havia abandonat la política i tornat a la feina de consultor, va entrar en relacions laborals amb Agbar. Al març del 2012 l'Oficina Antifrau de Catalunya va obrir una investigació per esbrinar si infringia la llei d'incompatibilitats per la seva relació professional amb aquesta multinacional, encara que posteriorment la informació va ser desmentida.